# Corpo di Auer

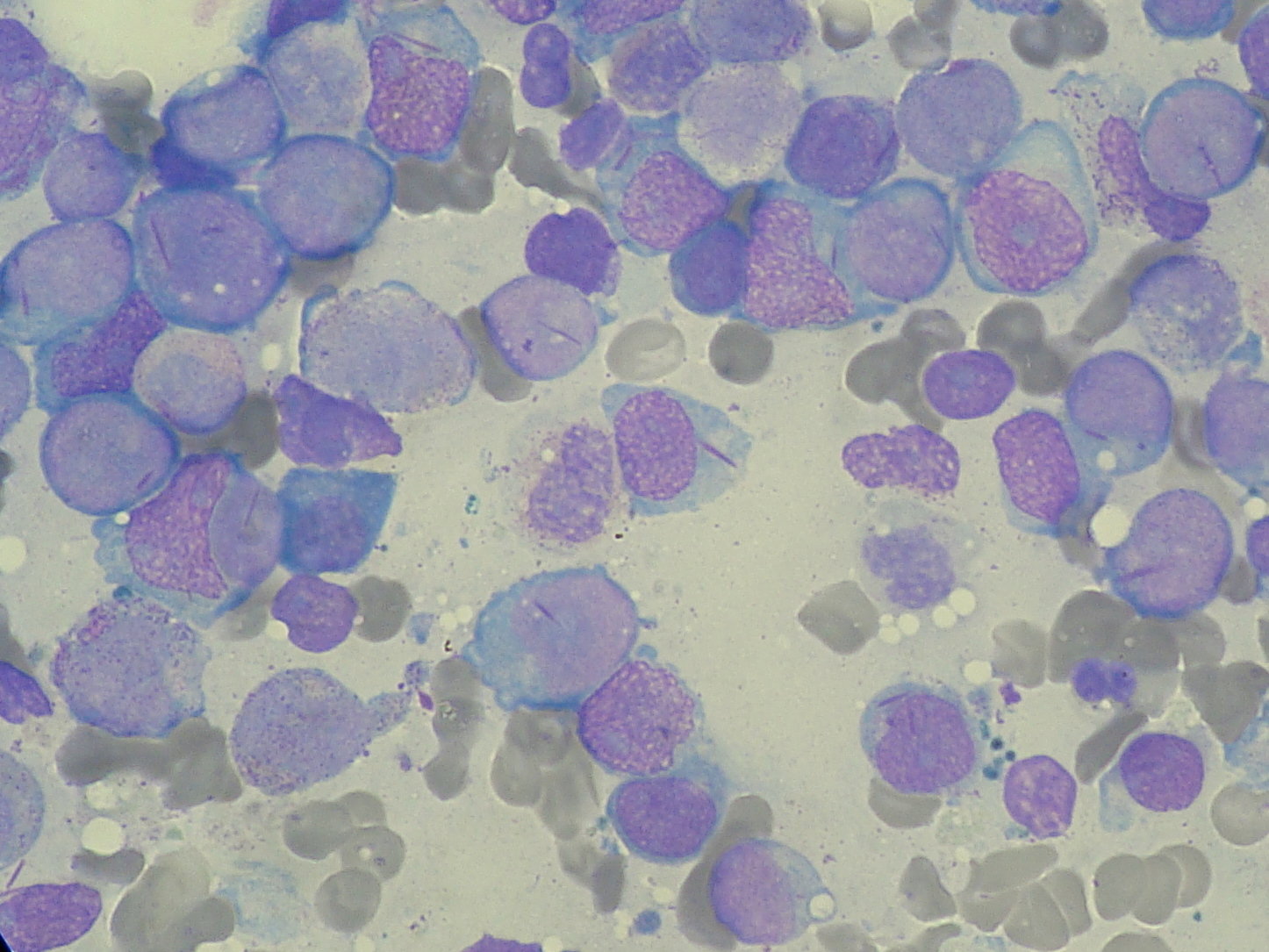
Aspirato midollare in un caso di leucemia mieloide acuta che mostra numerosi corpi di Auer in diversi blasti.

I corpi di Auer sono raggruppamenti di materiale granulare azzurrofilo che formano aghi allungati visibili nel citoplasma di blasti leucemici. Possono essere osservati nei blasti leucemici di leucemia mieloide acuta M2 e M3 e nella sindrome mielodisplasica. Sono composti da lisosomi fusi e contengono perossidasi, enzimi lisosomiali, e grandi inclusioni cristalline.
Essi permettono anche di distinguere le sindromi mielodisplasiche pre-leucemiche: l'anemia refrattaria con eccesso di blasti di tipo 2, o AREB 2 (in cui possono essere presenti corpi di Auer), da AREB 1 (in cui sono assenti).

## Eponimo
Queste inclusioni citoplasmatiche sono così chiamate in onore di John Auer, un fisiologo americano (1875-1948).

## Galleria d'immagini

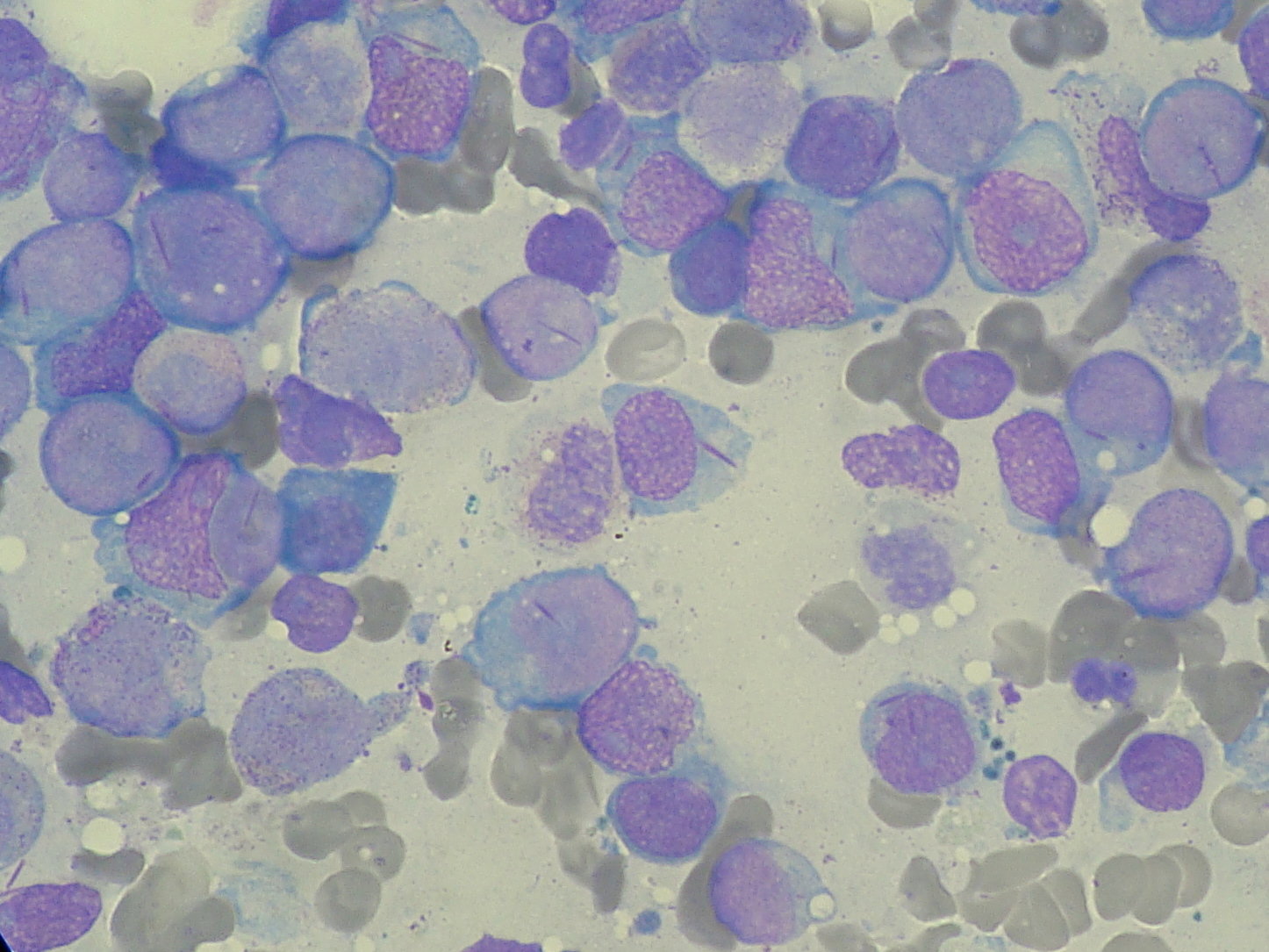
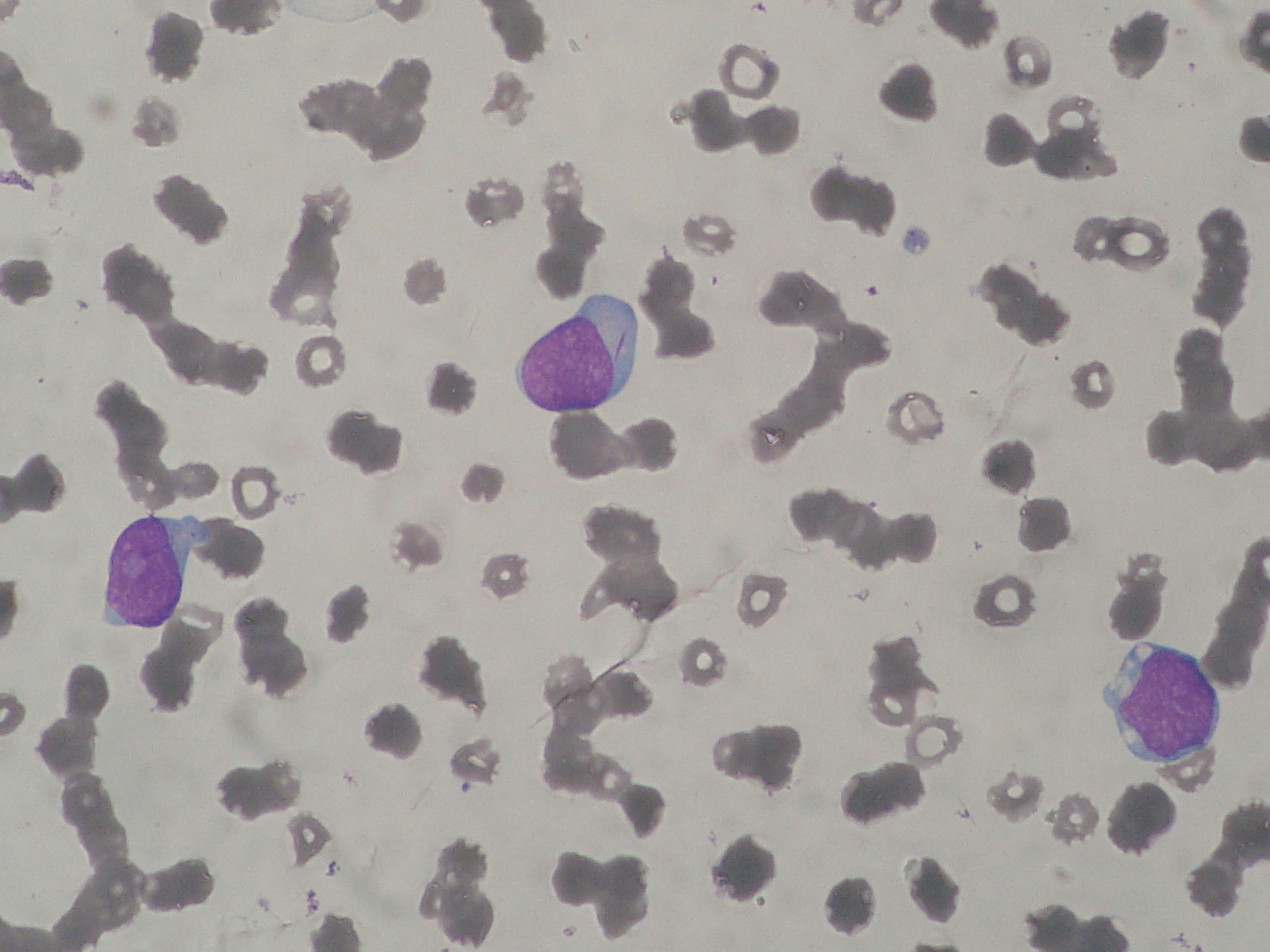
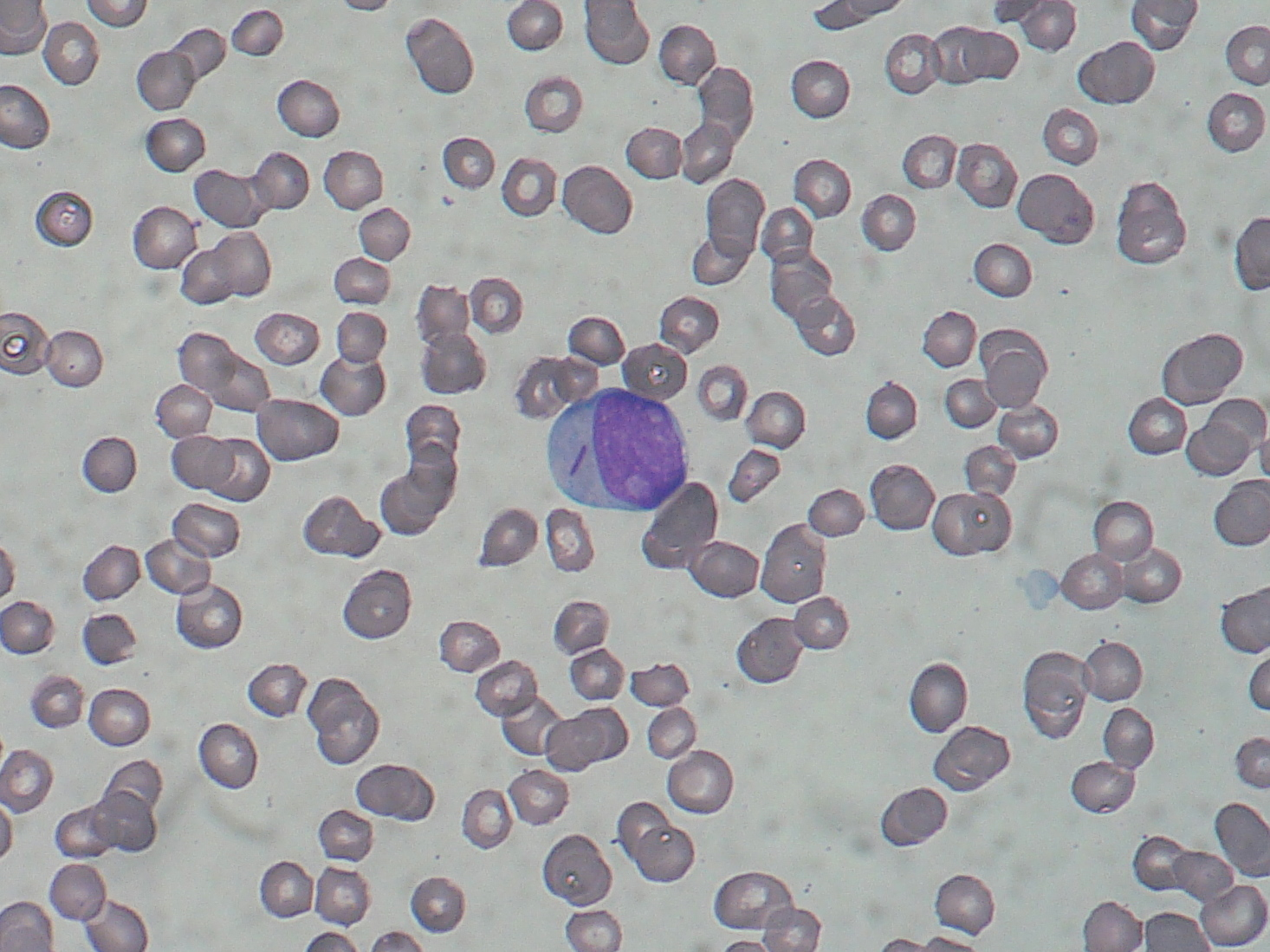